# Armand Croizette
Pour les articles homonymes, voir Croizette (homonymie).
Michel Charles Armand Croizette né à Blois le 22 avril 1766 et mort à Versailles le 20 janvier 1841,, plus connu sous le nom d'Armand, est un librettiste et auteur dramatique français.

## Biographie
Régisseur du Théâtre du Vaudeville puis du Théâtre de l'Ambigu, ses pièces ont été représentées sur les plus grandes scènes parisiennes du XIXe siècle : Théâtre des Variétés, Théâtre de la Gaité etc.
Armand Croizette est le grand-père de l'artiste-peintre Pauline Croizette (1839-1912), épouse de Carolus-Duran, et de la comédienne Sophie Croizette (1847-1901), sociétaire de la Comédie-Française.

## Œuvres
- 1797 : Arlequin protégé par la fortune, ou le Riche du moment, comédie en 3 actes, en prose
- 1799 : La Nouvelle Pupille, bluette allégorique en 1 acte, avec Armand-François Chateauvieux et Hector Chaussier, au théâtre de la Gaîté (19 novembre)
- 1800 : Maria, ou la Forêt de Limberg, drame en trois actes, en prose, à grand spectacle, avec Hector Chaussier, Armand-François Chateauvieux et Étienne-Claude Fleureau de Ligny, au théâtre de l'Ambigu-Comique (22 juin)
- 1801 : Le Masque tombé, ou le Bal de l'Opéra, comédie en 1 acte, mêlée de vaudevilles, avec P.G.A. Bonel et Armand-François Chateauvieux, au théâtre Molière (10 janvier)
- 1802 : Les Aveugles de Franconville, opéra en 1 acte, avec Armand-François Chateauvieux, musique de Louis-Sébastien Lebrun, au théâtre Montansier (29 avril)
- 1802 : Gille en deuil, opéra en 1 acte, avec Marc-Antoine Désaugiers et Jacques-André Jacquelin, au théâtre Montansier (3 août)
- 1802 : L'Ivrogne et sa femme, comédie-parade en 1 acte, mêlée de vaudevilles, imitation d'une fable de La Fontaine, avec Joseph Ernest Sutton de Clonard, au théâtre des Variétés (2 décembre)
- 1808 : M. Dupinceau, ou le Peintre d'enseignes, facétie en 1 acte, mêlée de couplets, avec Antoine Simonnin, au théâtre des Variétés (29 janvier)
- 1817 : La Pièce en perce, comédie en 1 acte, mêlée de vaudevilles, avec Edmond Crosnier et Armand-François Chateauvieux, au théâtre de l'Ambigu-Comique (19 juin)